# Тумстон
Ту́мстон (Tombstone) — город на юго-востоке штата Аризона, в 1881—1931 годах — административный центр округа Кочис. Сохраняет атмосферу фронтира XIX века и пользуется популярностью у туристов.
С 1962 года имеет статус национального исторического памятника. Население — 1380 жителей (2010).

## История
Основатель Тумстона — старатель Эд Шеффелин — в 1877 году обнаружил в окрестностях залежи серебра. Tombstone означает по-английски «надгробный камень». Как гласит предание, название было дано Шеффелином в шутку после того, как кто-то сказал ему, что единственное, что он отыщет в этих глухих местах, — собственное надгробие.
В разгар «серебряной лихорадки», в 1881 году, население Тумстона перевалило за 7 тысяч жителей. Брат Шеффелина даже выстроил в городе театр Schieffelin Hall — крупнейшее на юго-западе США здание из самана. Вместе со старателями в округу нахлынули искатели приключений, включая братьев Клэнтон и Эрп, а также Дока Холлидея, который провозгласил себя хозяином города. Решающее выяснение отношений между братьями Клэнтон и Эрп состоялось в октябре 1881 года близ корраля О-Кей; это событие овеяно многочисленными мифами и легендами.
К 1911 году серебряная лихорадка закончилась и население Тумстона стало стремительно сокращаться. Мировые цены на серебро пошли вниз, шахты затопило, на улицах города регулярно проходили стачки. С середины XX века город живёт главным образом за счёт туризма.
Среди достопримечательностей — театр «Клетка для птиц», где, по преданию, в 1881—1889 годах шла непрерывная игра в покер (самая длинная партия в истории), кладбище Бутхилл с могилами знаменитых ганфайтеров и офис основанной в 1880 году газеты The Tombstone Epitaph (означает «Тумстонская эпитафия», но можно перевести и как «Надгробная эпитафия»).